# Charles Ferdinand Latrille Lorencez

Charles Ferdinand Latrille Lorencez; Porträtfoto von Adolphe Braun

Charles Ferdinand Latrille, comte de Lorencez (* 23. Mai 1814; † 16. Juli 1892) war ein General der französischen Armee, der in der zweiten Phase der Französischen Intervention in Mexiko das Kommando über die französischen Truppen innehatte.
Lorencez wurde in Paris als Sohn einer adligen Familie geboren. Er besuchte die Militärakademie von Saint-Cyr von 1830 bis 1832, die er als Lieutenant abschloss.
Sein Dienst führte ihn unter anderem nach Algerien; er durchlief die übliche Offizierslaufbahn und erhielt 1852 den Rang eines Colonel.
Während des Krimkrieges wurde er nach der Einnahme des russischen Fort Malakow zum Général de division befördert.
1862 wurde er mit den Verstärkungen für die Interventionstruppen nach Mexiko entsandt, wo er am 5. März eintraf, und erhielt das Oberkommando auf diesem Kriegsschauplatz sowie die Beförderung zum Generalleutnant. Mit 6.000 Mann rückte er befehlsgemäß ins Landesinnere vor, wurde jedoch von den zahlenmäßig unterlegenen Truppen des Generals Zaragoza in der Schlacht bei Puebla geschlagen und zum Rückzug Richtung Küste gezwungen. Danach wurde Lorencez durch General Forey abgelöst und verließ Veracruz am 17. Dezember 1862 Richtung Heimat.
Lorencez kämpfte auch im Deutsch-Französischen Krieg 1870/71. Eine Krankheit, die er sich während seines Einsatzes in Mexiko zugezogen hatte, zwang ihn 1872, den Dienst zu quittieren. Im Ruhestand arbeitete er an einer Geschichte der Mexiko-Expedition.